# Aehra SUV
L'Aehra SUV est un modèle de crossover haut de gamme et électrique de la start-up italo-américaine Aehra, présenté en 2022 et lancé en 2025.

## Présentation
La start-up milanaise Aehra annonce en juin 2022, via un teasing, le lancement prochain d'un crossover électrique haut de gamme. Cette entreprise est alors créée par Hazim Nada et Sandro Andreotti. 
Sa version de pré-série, qui ne porte pas spécifiquement de nom, est présentée en novembre 2022, pour une commercialisation en fin d'année 2025.
La production de l'Aehra SUV devrait être limitée à 3 000 véhicules par an.

### Design et technologies

#### Design extérieur
Le designer de ce SUV est le même que celui des Lamborghini Huracán et Urus.
L'Aehra SUV dispose de portes en élytre à l'avant et de portes papillon à l'arrière, ainsi que d'un profil imposant avec des formes courbées. Ce véhicule se veut à la croisée d'une berline tricorps et d'un SUV.
Ce crossover voit ses rétroviseurs extérieurs remplacés par des caméras.
Le capot est travaillé pour améliorer l'aérodynamique. Ainsi, il est doté de fentes permettant d'apporter une meilleure efficience.

#### Design intérieur
L'habitacle de l'Aehra SUV est révélé en décembre 2022. Il est dépourvu de vide-poche et de console centrale. La planche de bord du crossover d'Aehra se distingue par un très grand affichage, composé d'écrans, qui se rétractent lorsque le véhicule roule, et se déploient lorsqu'il est à l'arrêt. Ces écrans, disposés "façon cinéma", ainsi qu'un plus petit écran tactile situé à droite du volant, permettent de contrôler les fonctionnalités d'infodivertissement de cette voiture électrique. 
La planche de bord de l'Aehra SUV est recouverte de cuir.
Son volant a un design particulier, semblable à celui des Tesla Model S et X restylées en 2021.
La sellerie est constituée d'aluminium, de cuir et de fibre de carbone recyclée. Les sièges arrière peuvent être inclinés pour dégager plus d'espace à l'intérieur du crossover électrique.

## Caractéristiques techniques
Le crossover italo-américain mesure plus de 5 m de long, avec 3 m d'empattement. La largeur atteint 2 m et la hauteur 1,64 m. Il dispose d'une structure monocoque.
L'Aehra SUV sera proposé en 4 ou 5 places.
Ses 5 moteurs électriques lui permettent de délivrer une puissance de 800 ch. La batterie atteint quant à elle une capacité de 120 kWh. 
Aehra annonce une autonomie théorique d'environ 800 km, et un poids inférieur à 2 tonnes.